# Protosialis bimaculata
Protosialis bimaculata is een insect uit de familie Sialidae, die tot de orde grootvleugeligen (Megaloptera) behoort. De soort komt voor in Bolivia.